# Holacanthus
Genre
Holacanthus est un genre de poissons de la famille des Pomacanthidae. Ils font partie du groupe des poissons-anges, même si certains sont parfois appelés « demoiselles ». 

## Liste des espèces
Selon World Register of Marine Species (17 octobre 2014) et FishBase (17 octobre 2014) :
- Holacanthus africanus Cadenat, 1951 — Poisson-ange africain
- Holacanthus bermudensis Goode, 1876 — Poisson-ange bleu, Demoiselle bleue
- Holacanthus ciliaris (Linnaeus, 1758) — Poisson-ange royal, Demoiselle royale
- Holacanthus clarionensis Gilbert, 1890 — Poisson-ange doré
- Holacanthus isabelita (Jordan & Rutter, 1898) (non reconnu par FishBase)
- Holacanthus limbaughi Baldwin, 1963
- Holacanthus passer Valenciennes, 1846 — Poisson-ange à barre blanche
- Holacanthus tricolor (Bloch, 1795) — Poisson-ange tricolore, Poisson-ange noir et jaune, Demoiselle beauté

ITIS (17 octobre 2014) y ajoute 5 espèces inconnues de WoRMS :
- Holacanthus albofasciatus Tanaka, 1909 — Poisson-ange africain
- Holacanthus lasti von Bonde, 1934
- Holacanthus rodriquesi von Bonde, 1934
- Holacanthus somervillii Regan, 1908
- Holacanthus tenigab (Montrouzier, 1857)

## Galerie

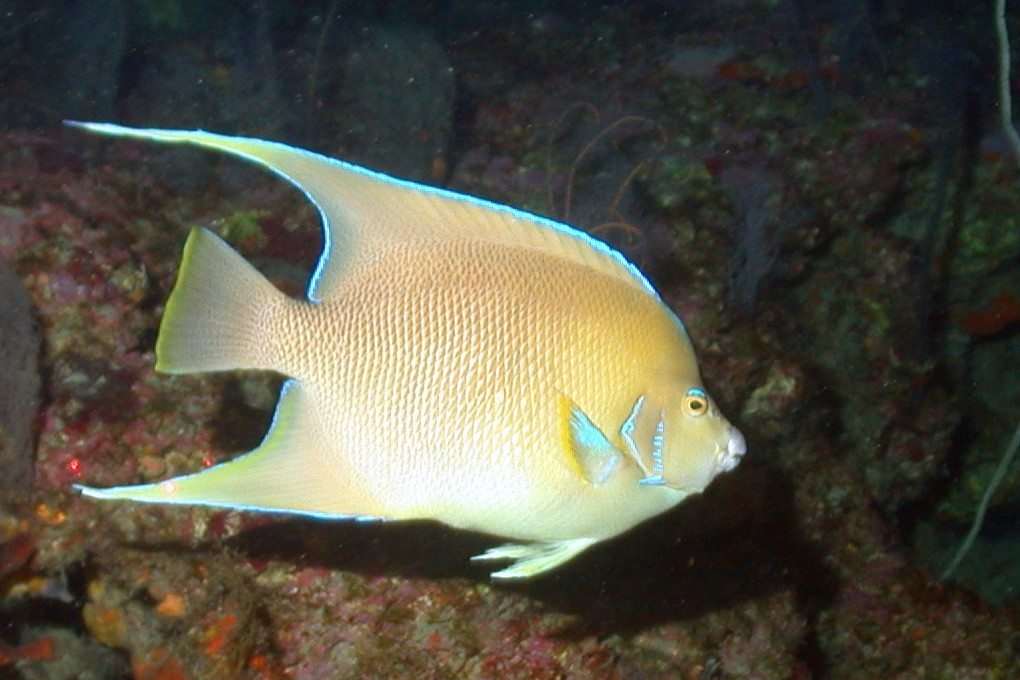
Holacanthus bermudensis
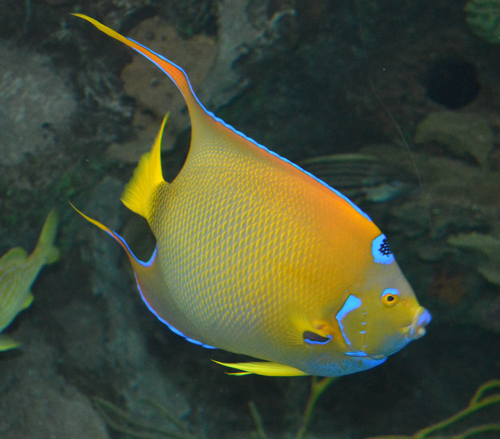
Holacanthus ciliaris
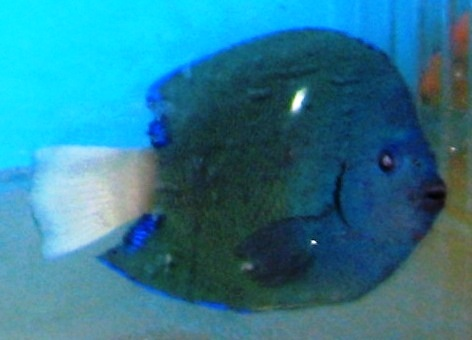
Holacanthus limbaughi
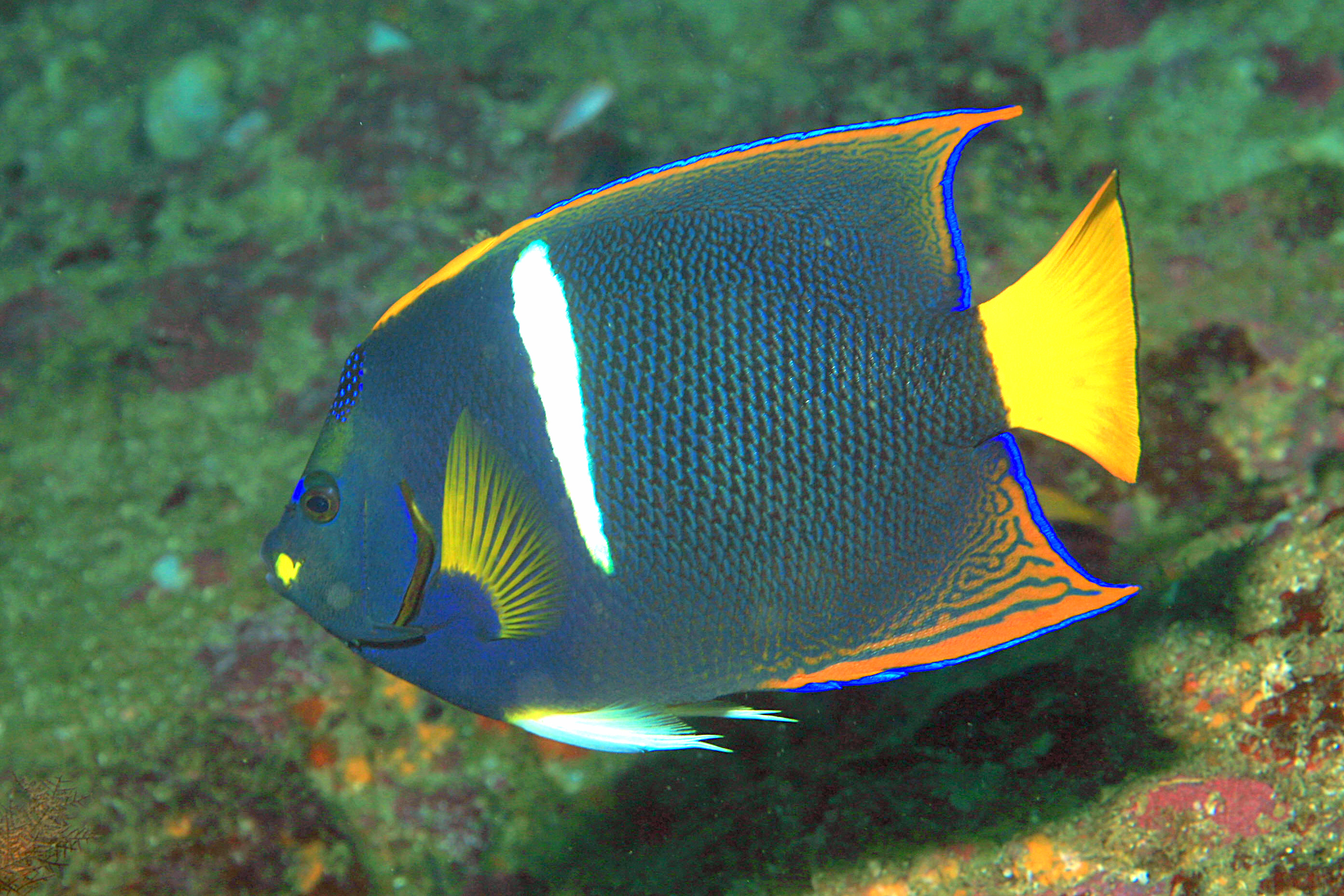
Holacanthus passer
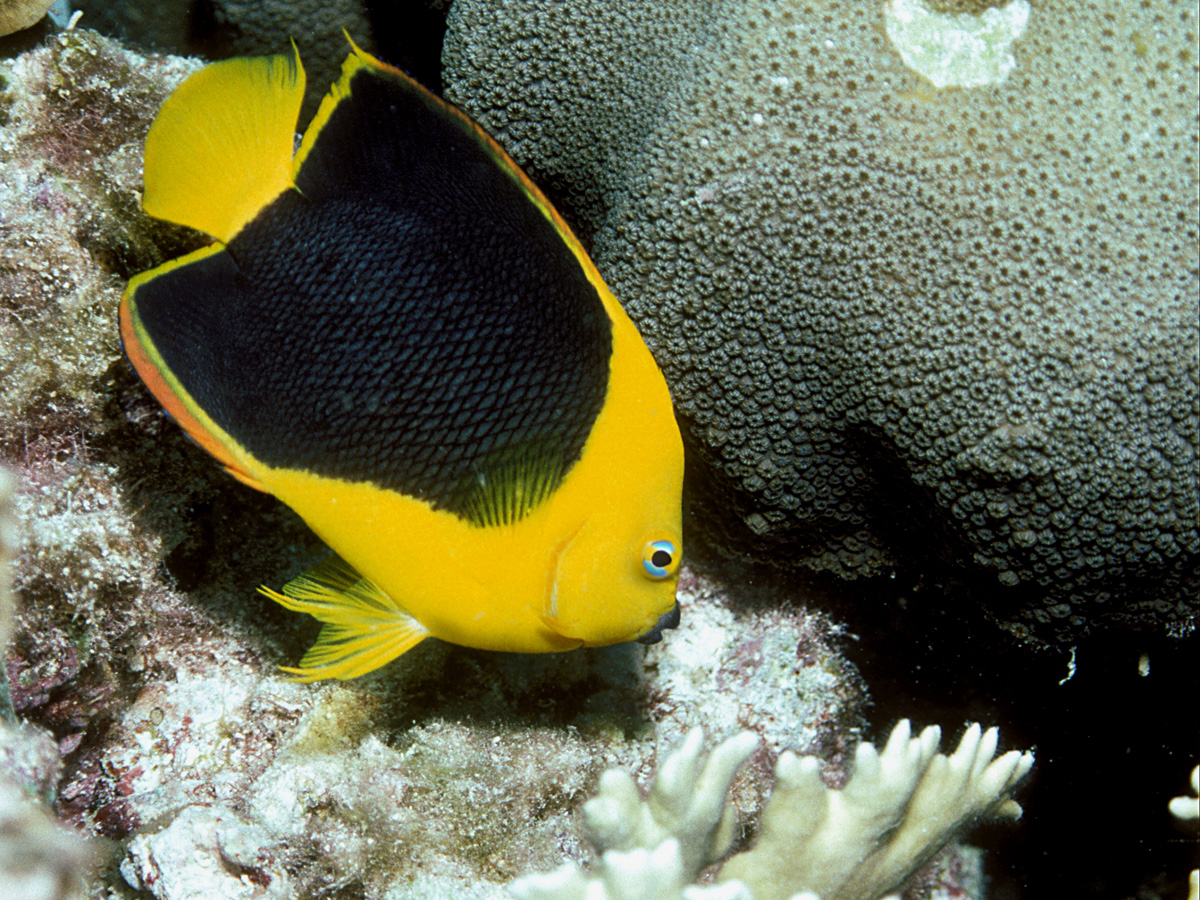
Holacanthus tricolor